# Vaucluse

Cultura de levănțică din incinta mănăstirii Sénanque.

Vaucluse este un departament din sudul Franței, situat în regiunea Provence-Alpi-Coasta de Azur. A fost format în 8 decembrie 1793 din părți din departamentele Bouches-du-Rhône, Drôme și Basses-Alpes (actualmente numit Alpes-de-Haute-Provence). Departamentul este numit după o vale profundă și foarte pitorească Vaucluse (al cărei nume provine din latinescul Vallis Clausa - Vale închisă), vale situată în apropierea satului Fontaine-de-Vaucluse.

## Localități selectate

### Prefectură
- Avignon

### Sub-prefecturi
- Apt
- Carpentras

### Alte orașe
- Cavaillon
- Orange

### Alte localități
- Gordes

## Diviziuni administrative
- 3 arondismente;
- 24 cantoane;
- 151 comune;